# Sam Kjellberg
Samuel Georg Kjellberg, né le 23 avril 1863 dans la commune de Tidaholm dans le comté de Skaraborg, décédé le 12 avril 1939 dans la paroisse Hedvig Eleonora à Stockholm, était un architecte suédois. Il était le père de l'architecte Nils G. Kjellberg.

## Ouvrages
Ses ouvrages par ordre chronologique:
- Döbelnsgatan 5, 1895-1896
- Birger Jarlsgatan 24, 1897-1899
- Birger Jarlsgatan 22, 1897-1900
- Kungsgatan 3, 1898-1900
- Strandvägen 49, 1894-1895
- Strandvägen 51, 1895-1897
- Strandvägen 53, 1895-1897
- Narvavägen 4, 1895-1896
- Nybrogatan 32, 1902-1803
- Mälartorget 15, 1903
- Surbrunnsgatan 33, 1903
- Blekingegatan 40, 1904
- Birger Jarlsgatan 125, 1907-1912
- Tjärhovsgatan 41, 1908
- Alströmergatan 45, 1911-1918
- Wallingatan 32, 1913-1914
- Karlavägen 5, 1913-1914
- Kocksgatan[2], 1914-1918
- Östermalmsgatan 11, 1915-1916
- Karlbergsvägen 72, 1916-1918
- Runebergsgatan 7, 1923-1925
- David Bagares gata 14-16 Regeringsgatan 76-78, kv. Vätan 1, Fleminggatan 70, 1926-1928
- Pilgatan 21, 1930
- Bastugatan 21, 1930-1932

## Galerie

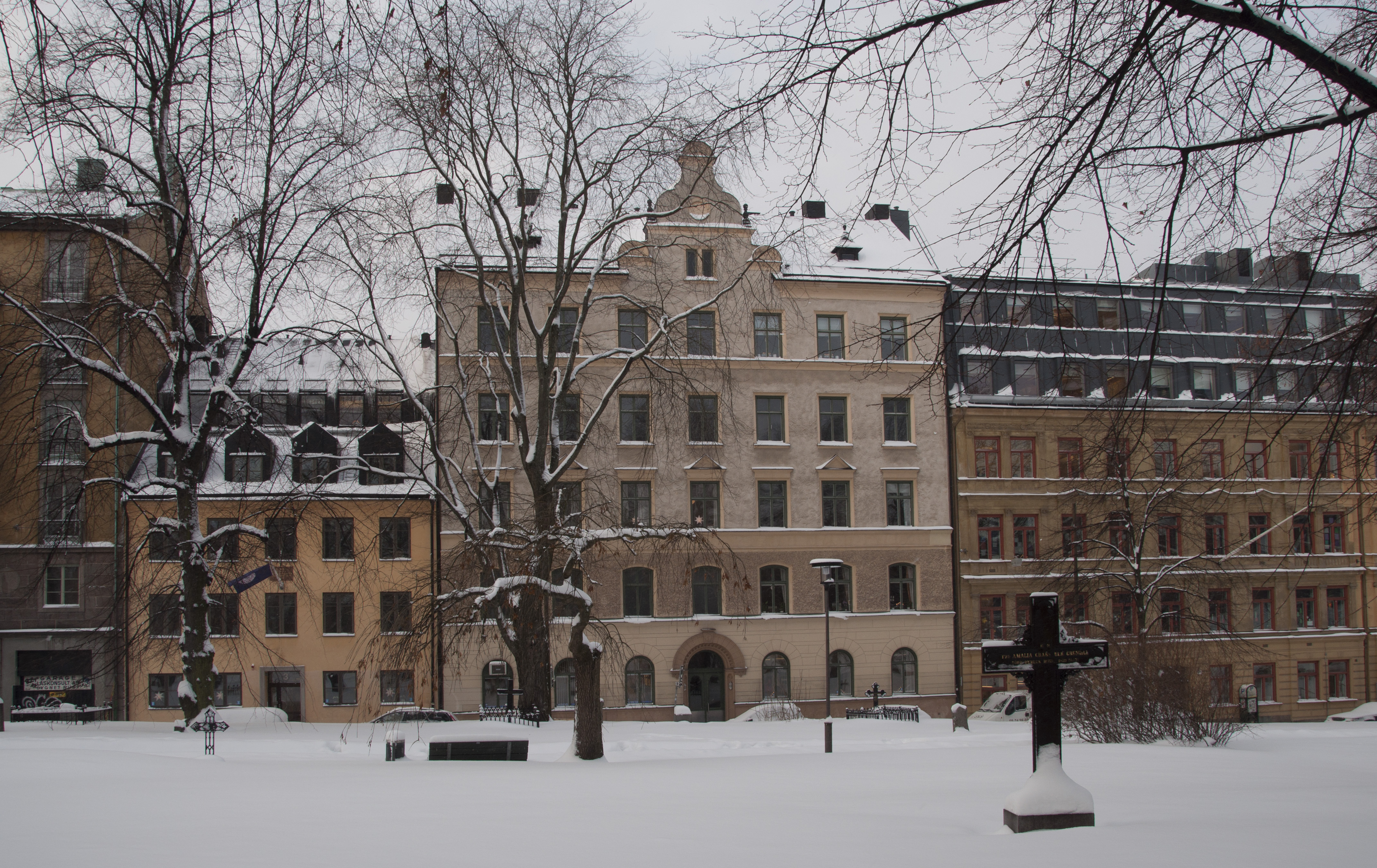
Döbelnsgatan 5 (1895-1896).
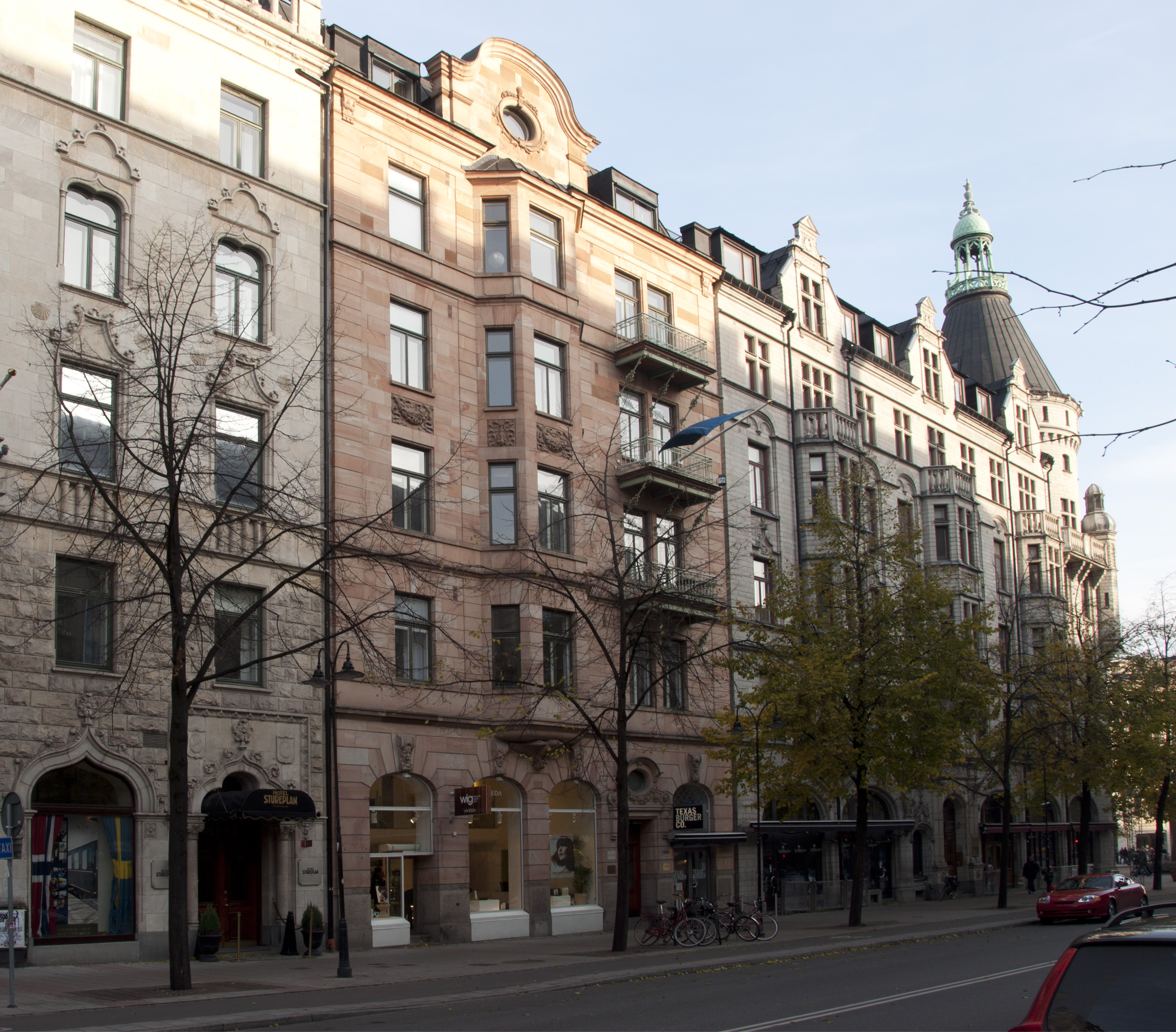
Birger Jarlsgatan 22 (1897-1900).
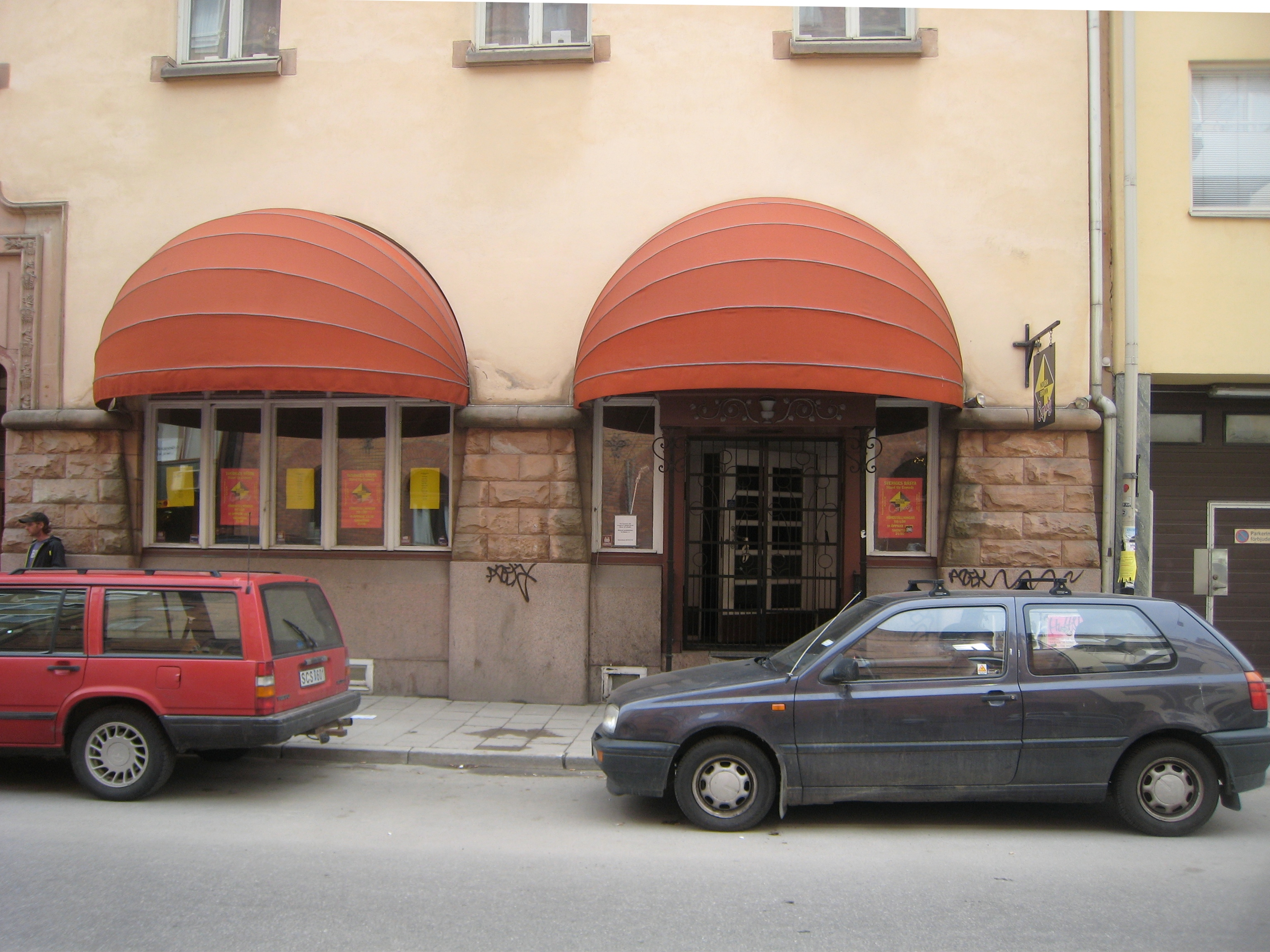
Surbrunnsgatan 33 (1903), Vasastaden.
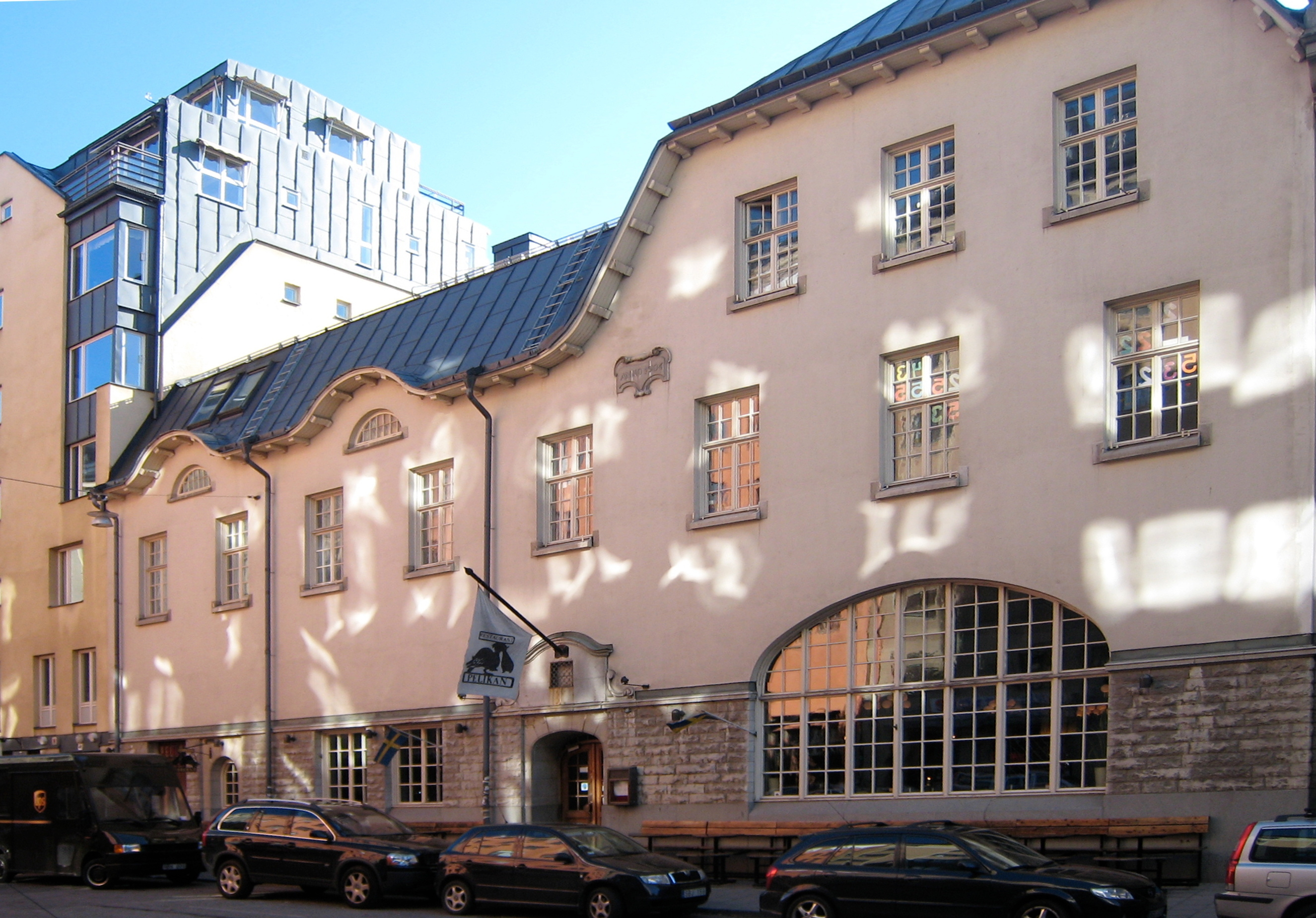
Blekingegatan 40 (1904), Södermalm.
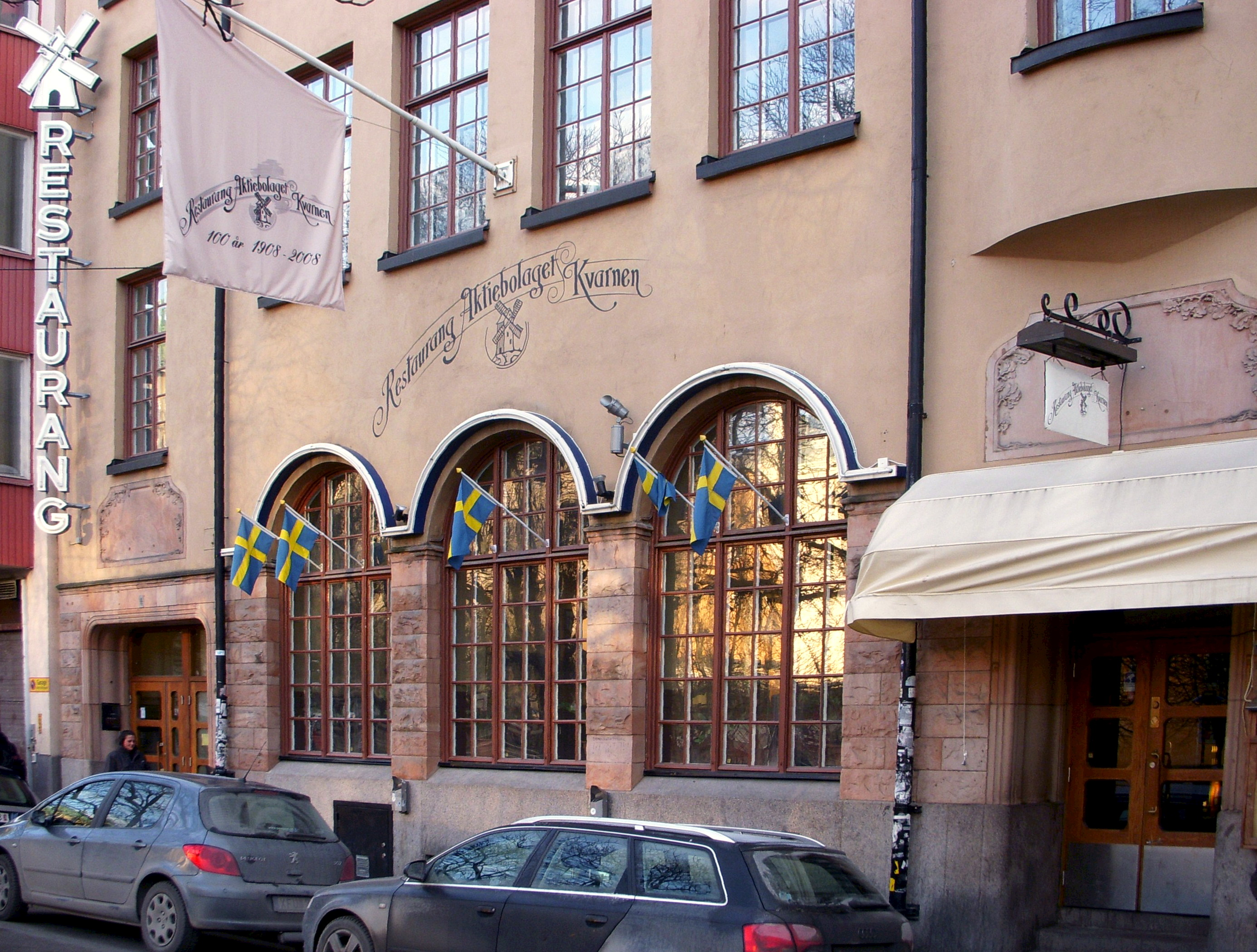
Tjärhovsgatan 41 (1908), Södermalm.